# Stade de la Croix du Prince

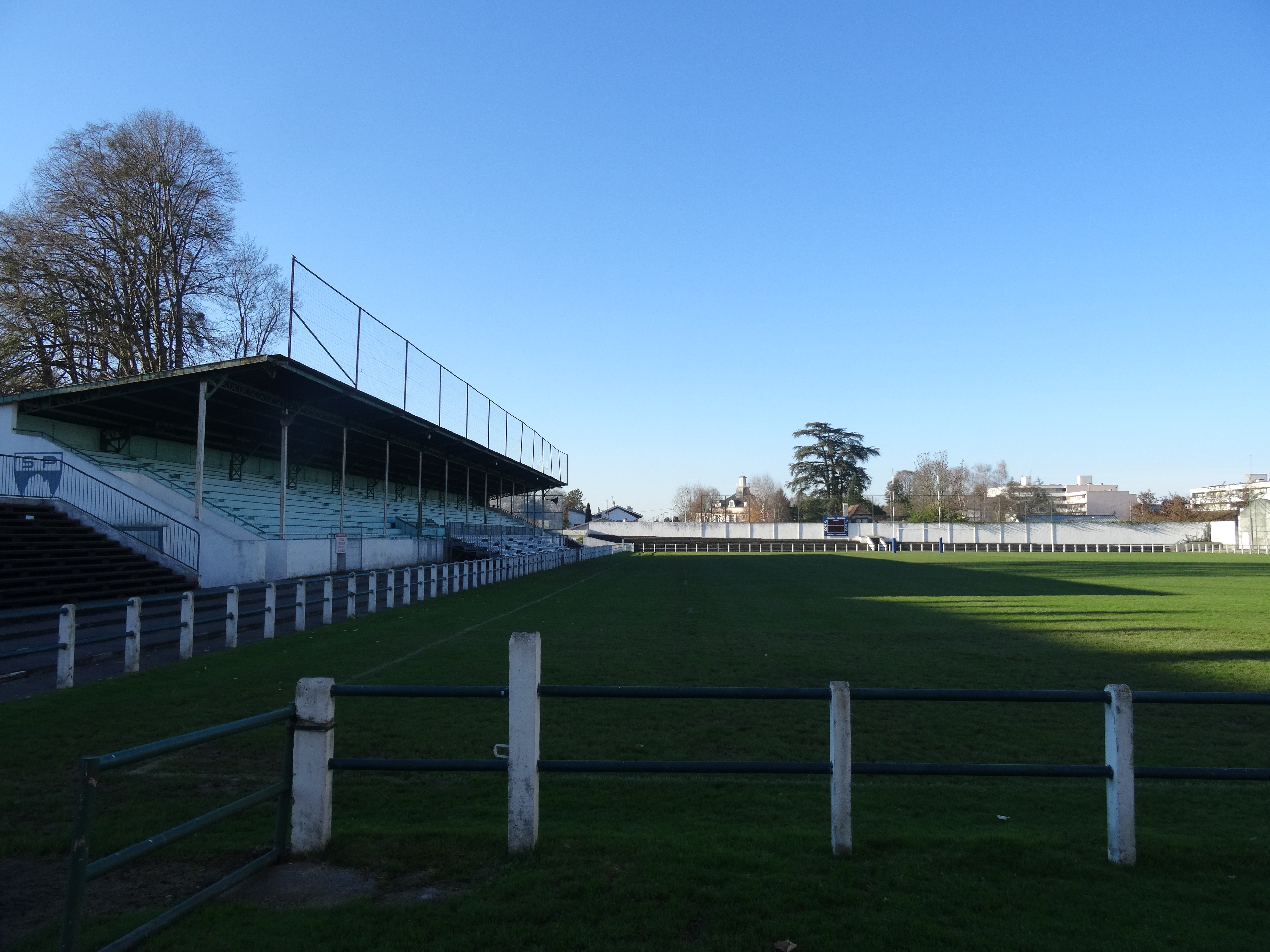
El estadio en 2014

El Stade de la Croix du Prince «Estadio de la Cruz del Príncipe» en español, oficialmente llamado Estadio Albert-Cazenave, es el antiguo estadio principal de la ciudad de Pau, capital de Bearne. Su nombre significa «Estadio de la Cruz del Príncipe» y fue utilizado por el club de rugby de la Section Paloise de 1910 a 1990 y más esporádicamente por el Pau FC.

## Generalidades
El complejo deportivo a La Cruz del Príncipe fue planeado para albergar a los equipos juveniles de la Section Paloise, ya que el club reside en el nuevo y el modernizado Stade du Hameau. Es un estadio centenario, situado en el municipio de Pau, cerca de la estación de La Croix-du-Prince, situada en la calle du XIV juillet, que lleva este nombre desde el 25 de mayo de 1881, después de que esta parte del municipio de Jurançon se uniera a la ciudad de Pau en 1862.
Es uno de los estadios más conocidos del rugby francés, especialmente apodado el Twickenham bearne por el periódico L'Équipe, uno de los mayores diarios de información deportiva en Francia.  
La razón principal del traslado es el envejecimiento de su infraestructura, y la gran cantidad de trabajo necesario para el cumplimiento de los estándares modernos. Por otra parte, el entonces club verde y blanco se encontraba en dificultades financieras, y quien hasta 1993 era su propietario, optó por venderlo. El último partido en La Cruz del Príncipe estaba programado para ser jugado contra el RC Toulon de Daniel herrero, pero la Section Palois regresó a su guarida para un partido de repesca contra el Estadio Montchaninois en 1992.
El estadio tiene un estilo inglés, heredado de la época británica que marcó la ciudad, con sus tribunas de madera, su público a 1,50 metros del terreno de juego sin vallas, y su atmósfera de fuego que impresionaba a los rivales.

## Historia

### Del campo Bourda al campo de la Cruz del Príncipe

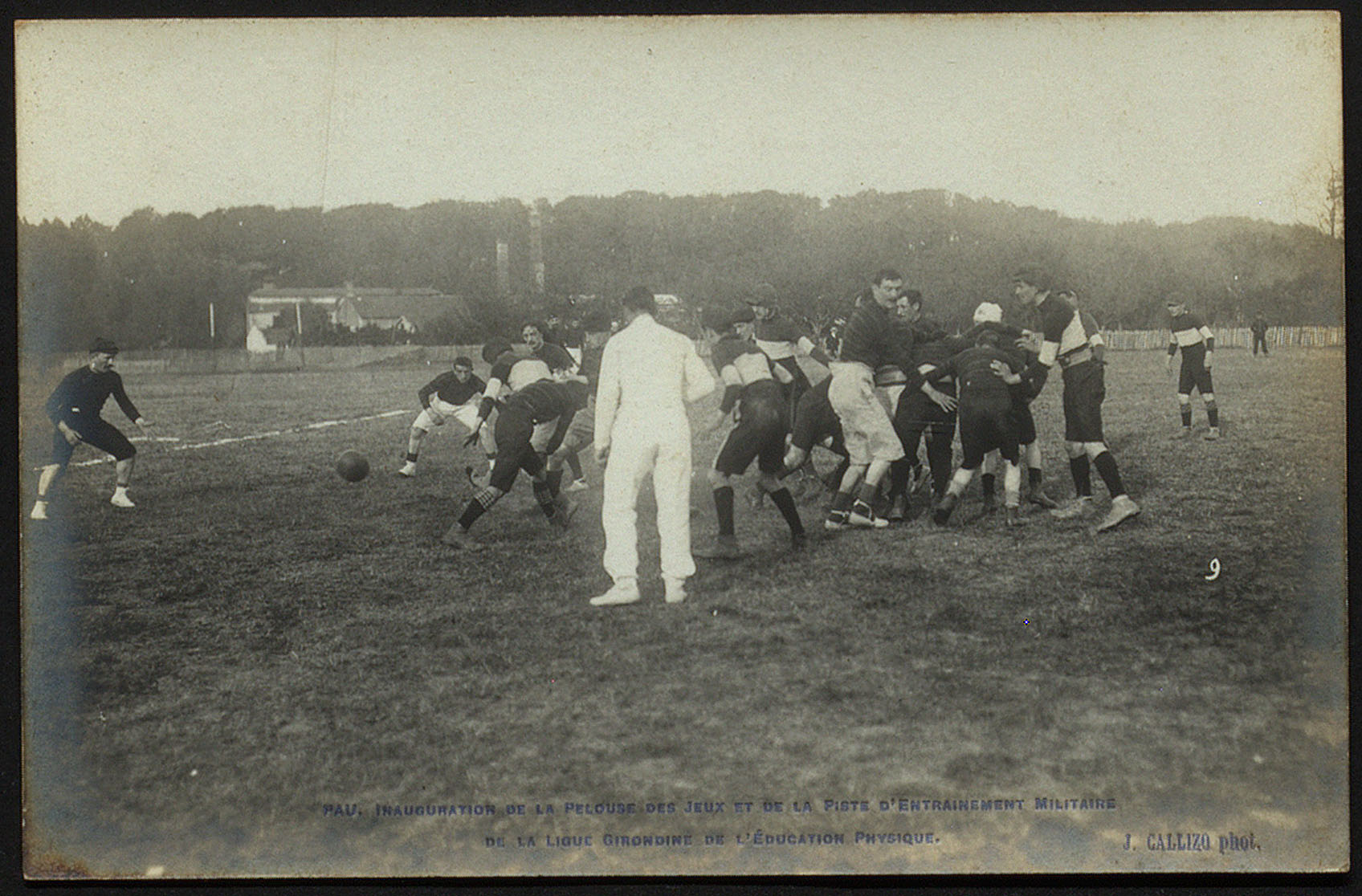
Encuentro de Barrette en 1901 en el campo Bourda

La Section Paloise comenzó su aventura de rugby en el campo de Bourda, al oeste de la actual calle 14 de julio y hacia la calle Amédée Roussille. Este campo, de unas 3 hectáreas de ancho, estaba ocupado por un campo de rugby en su parte superior. El sitio también era conocido como la «Pradera de los Juegos».  
Las instalaciones eran muy limitadas y se decidió trasladarlas cerca del campo La Cruz del Príncipe en 1910, aunque los partidos secundarios continuaron durante varios años en el campo Bourda. En el nuevo estadio se han instalado tribunas con capacidad para casi 600 personas, obra del arquitecto Jules-Antoine Noutary.  

### Inauguración en 1910
El estadio La Cruz del Príncipe fue inaugurado el 16 de octubre de 1910, con un encuentro entre Pau y Bergerac ante más de 3.000 espectadores. Cabe señalar que, en la inauguración del estadio oficial, las gradas aún no estaban terminadas.

## Encuentros ilustres
Debido a la participación de la Section paloise en el Campeonato de Francia de Rugby durante muchos años, los mejores equipos franceses han acudido a la Cruz del Príncipe. AS Béziers, el Stade Toulousain o los vecinos del FC Lourdes de Jean Prat (luego Jean-Pierre Garuet), el Stade Bagnerais de Jean-Michel Aguirre, el US Dax de Claude Dourthe, el Biarritz olímpico de Serge Blanco. 

Stade de la Croix du Prince
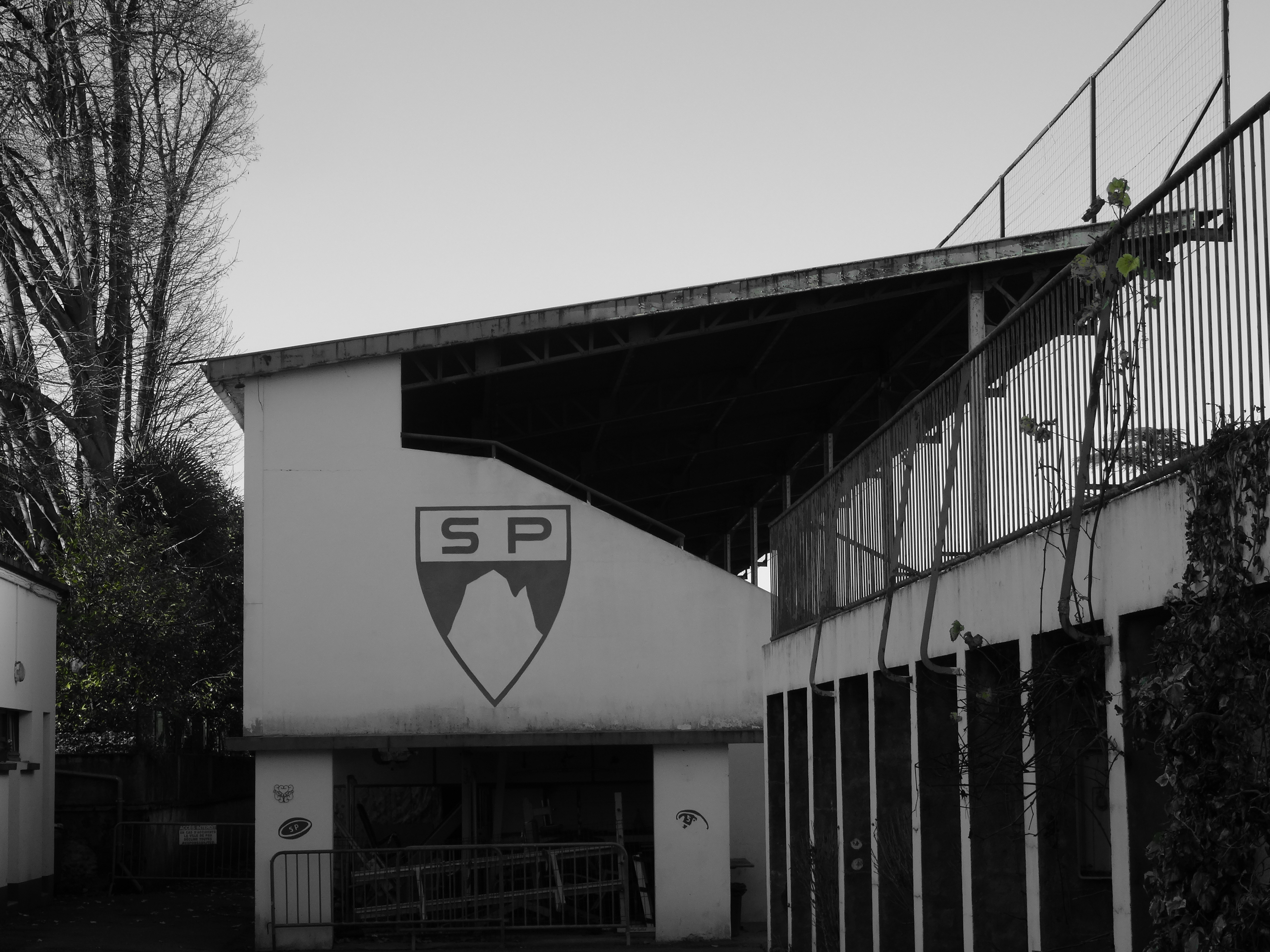
Tribuna Principal
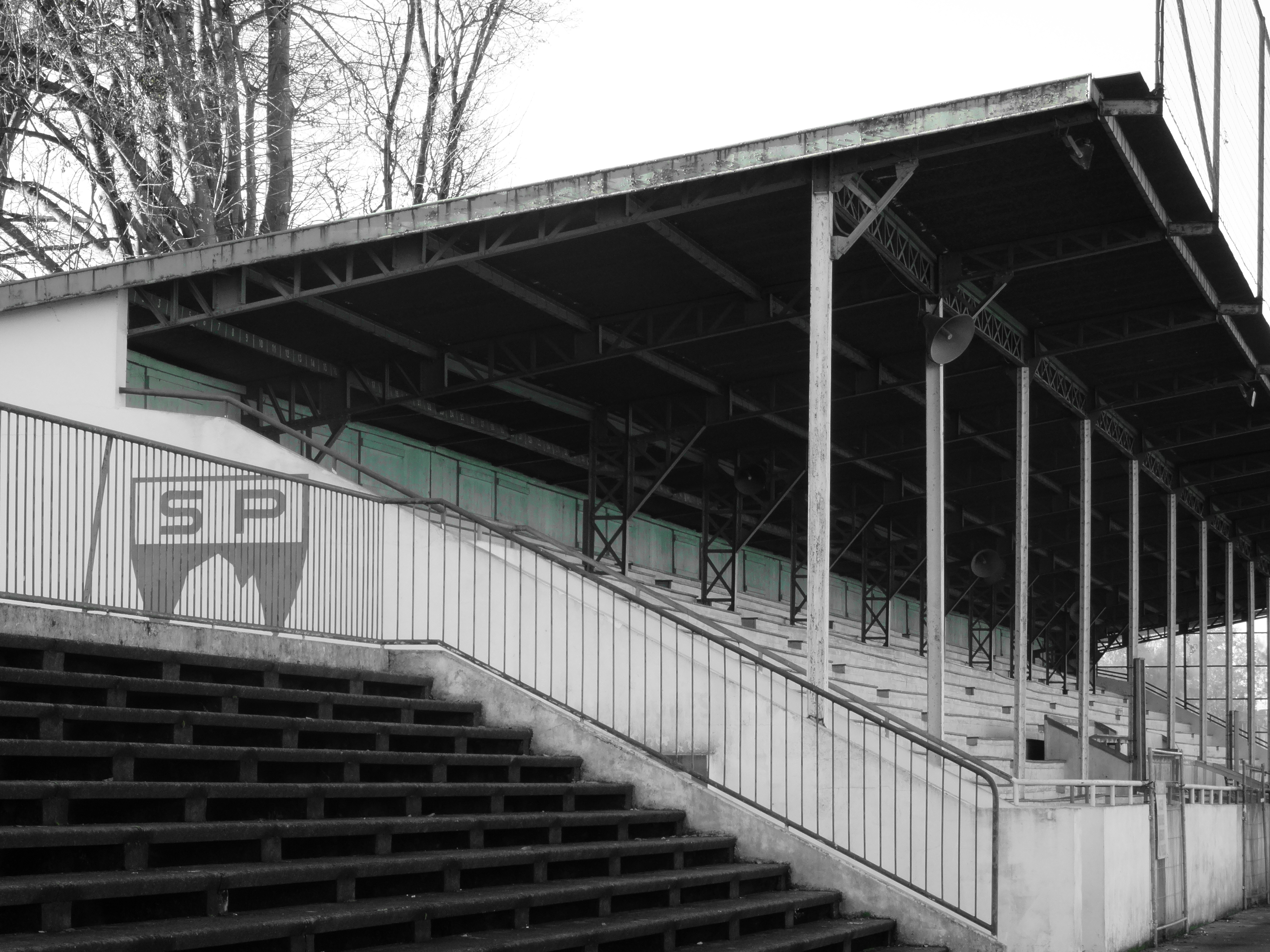
Tribuna Principal

## Estado actual
El Estadio nunca ha sido objeto de obras de modernización, ni el municipio ni sus líderes han mostrado interés por renovarlo, a pesar  de las muchas promesas se han hecho para renovarlo como la de la Alcaldía en el 2018, pues la infraestructura ya no permite mejora alguna.

## Origen del nombre
Existen varias teorías al respecto.[cita requerida] Sin embargo, la más acertada afirma, que el estadio de la Cruz del Príncipe, tomaría su nombre de la cruz, plantada en esta encrucijada en memoria del Príncipe Antoine d'Orléans, hijo de Louis Philippe y Duque de Montpensier. Este último fue recibido aquí por las autoridades palestinas, en 1843 cuando vino a inaugurar la estatua de Enrique IV, Place Royale.